# Wojciech Kępczyński
Krzysztof Wojciech Kępczyński (ur. 18 lipca 1949 w Lipnie) – polski reżyser teatralny i choreograf, a także pedagog, aktor i dyrektor teatrów. W latach 1991–1998 dyrektor Teatru Powszechnego im. Jana Kochanowskiego w Radomiu, od 1998 dyrektor Teatru Muzycznego „Roma” w Warszawie.

## Życiorys
Absolwent Wydziału Aktorskiego Państwowej Wyższej Szkoły Teatralnej w Warszawie oraz Państwowej Szkoły Baletowej w Warszawie W latach 1983–1985 pracował w Teatrze Rozmaitości w Warszawie, następnie do 1988 w chorzowskim Teatrze Rozrywki. Przez kolejne trzy lata był reżyserem w Teatrze Powszechnym im. Jana Kochanowskiego w Radomiu, zaś w latach 1991–1998 pełnił funkcję dyrektora naczelnego i artystycznego tej jednostki. W 1998 objął stanowisko dyrektora naczelnego i artystycznego Teatru Muzycznego Roma w Warszawie. Był stypendystą United States Information Agency i British Council, a także dyrektorem trzech edycji Międzynarodowego Festiwalu Gombrowiczowskiego. W latach 2016–2022 prowadził zajęcia na Wydziale Wokalno-Aktorskim Uniwersytetu Muzycznego Fryderyka Chopina w Warszawie.

## Wybrana twórczość

### Musicale
Teatr Powszechny im. Jana Kochanowskiego w Radomiu
- Józef i cudowny płaszcz snów w technikolorze
- Fame

Teatr Muzyczny „Roma”
- Crazy for You
- Miss Saigon
- Grease
- Koty
- Akademia pana Kleksa
- Upiór w operze
- Les Misérables
- Aladyn JR
- Deszczowa piosenka
- Mamma Mia!
- Piloci
- Aida
- Waitress
- We Will Rock You

### Filmografia
- 1983: Alternatywy 4 − lekarz, kolega Kołka
- 1984: Pan na Żuławach − lekarz
- 1986: Trio − Marek, kochanek Danuty
- 1989: Jeniec Europy − doktor O’Meara

### Teatr Telewizji
- 1975: Cień Archanioła − Kunicki
- 1977: Stepowy król Lir − Student
- 1979: Dzień przyjazdu, dzień odjazdu − Prochorow

## Odznaczenia i wyróżnienia
- 1994: Nagroda „Radomianin ’93”[3]
- 2002: Nagroda im. Aleksandra Bardiniego przyznana na 23. Przeglądzie Piosenki Aktorskiej we Wrocławiu
- 2003: Złoty Krzyż Zasługi[4]
- 2003: Prometeusz 2002 – nagroda Polskiego Stowarzyszenia Estradowego „POLEST”
- 2005: Arts & Business Award[2]
- 2007: As Empiku za „stworzenie polskiego musicalu na światowym poziomie” (za Akademię pana Kleksa)[2]
- 2007: Feliks Warszawski (za Akademię pana Kleksa)
- 2008: Medal ZAiKS-u[5]
- 2009: Srebrny Medal „Zasłużony Kulturze Gloria Artis”[6]
- 2010: Róża Gali[1]
- 2013: Krzyż Kawalerski Orderu Odrodzenia Polski[7]
- 2018: Medal Bene Merenti Civitas Radomiensis[8]
- 2022: Perła Tańca[1]
- 2024: Złoty Medal „Zasłużony Kulturze Gloria Artis”[9]